# Титовка
Титовка је назив за војничку капу коју су носили партизани, а касније пионири и припадници ЈНА. Добила је име по југословенском председнику Титу. Војничка је била маслинасто зелена, док је пионирска била прво бијела а онда плаве боје.
На предњем делу капе стајала је црвена звезда (метална или ушивена од црвене тканине).